# جورج تشاكيريس
جورج تشاكيريس (بالإنجليزية: George Chakiris)‏ مواليد 16 سبتمبر 1934 في نوروود، الولايات المتحدة، هو ممثل أمريكي بدأ مسيرته الفنية سنة 1947. هو من الحائزين على جائزة الأوسكار. فاز بجائزة الأوسكار لأفضل ممثل مساعد. امتدت مسيرته الفنية لأكثر من 49 عاما.

## الأعمال
- كاروسو العظيم (1951)
- ادعني مدام (1953)
- فتاة الريف (1954)
- قصة الحي الغربي (1961)

## وصلات خارجية
- جورج تشاكيريس على موقع IMDb (الإنجليزية)
- جورج تشاكيريس على موقع الموسوعة البريطانية (الإنجليزية)
- جورج تشاكيريس على موقع روتن توميتوز (الإنجليزية)
- جورج تشاكيريس على موقع ألو سيني (الفرنسية)
- جورج تشاكيريس على موقع ميوزك برينز (الإنجليزية)
- جورج تشاكيريس على موقع تيرنر كلاسيك موفيز (الإنجليزية)
- جورج تشاكيريس على موقع أول موفي (الإنجليزية)
- جورج تشاكيريس على موقع قاعدة بيانات برودواي على الإنترنت (الإنجليزية)
- جورج تشاكيريس على موقع قاعدة بيانات الأفلام السويدية (السويدية)
- جورج تشاكيريس على موقع إن إن دي بي (الإنجليزية)
- الموقع الرسمي